# Ordine del Direkgunabhorn
Il Molto Ammirevole Ordine del Direkgunabhorn è un Ordine cavalleresco thailandese.

## Storia
L'Ordine è stato fondato il 3 dicembre 1995 dal re Bhumibol Adulyadej.

## Classi
L'Ordine dispone delle seguenti classi di benemerenza:
- Cavaliere di Gran Croce

in thailandese: ปฐมดิเรกคุณาภรณ์ (bpà-tŏm dì-rêk kóo-naa-pon)
postnominale: ป.ภ.
- Cavaliere Commendatore

in thailandese: ทุติยดิเรกคุณาภรณ์ (tóo dtì-yaa dì-rêk kóo-naa-pon)
postnominale: ท.ภ.
- Commendatore

in thailandese: ตติยดิเรกคุณาภรณ์ (dtà-dtì-yaa dì-rêk kóo-naa-pon)
postnominale: ต.ภ.
- Compagno

in thailandese: จตุตถดิเรกคุณาภรณ์ (at-dtoo tá-tăa dì-rêk kóo-naa-pon)
postnominale: จ.ภ.
- Membro

in thailandese: เบญจมดิเรกคุณาภรณ์ (ben-jà maa pon dì-rêk kóo-naa-pon)
postnominale: บ.ภ.
- Medaglia d'Oro

in thailandese: เหรียญทองดิเรกคุณาภรณ์ (rĭan tong dì-rêk kóo-naa-pon)
postnominale: ร.ท.ภ.
- Medaglia d'Argento

in thailandese: เหรียญเงินดิเรกคุณาภรณ์ (rĭan ngern dì-rêk kóo-naa-pon)
postnominale: ร.ง.ภ.
| Nastri             | Nastri                 | Nastri                  | Nastri   |
| ------------------ | ---------------------- | ----------------------- | -------- |
| Medaglia d'Argento | Medaglia d'Oro         | Membro                  | Compagno |
| Commendatore       | Cavaliere Commendatore | Cavaliere di Gran Croce |          |

## Insegne
Il nastro è verde con bordi rossi. Fra il verde e il rosso vi sono due sottili strisce una bianca e l'altra gialla.